# إمدادات المياه والصرف الصحي في إندونيسيا

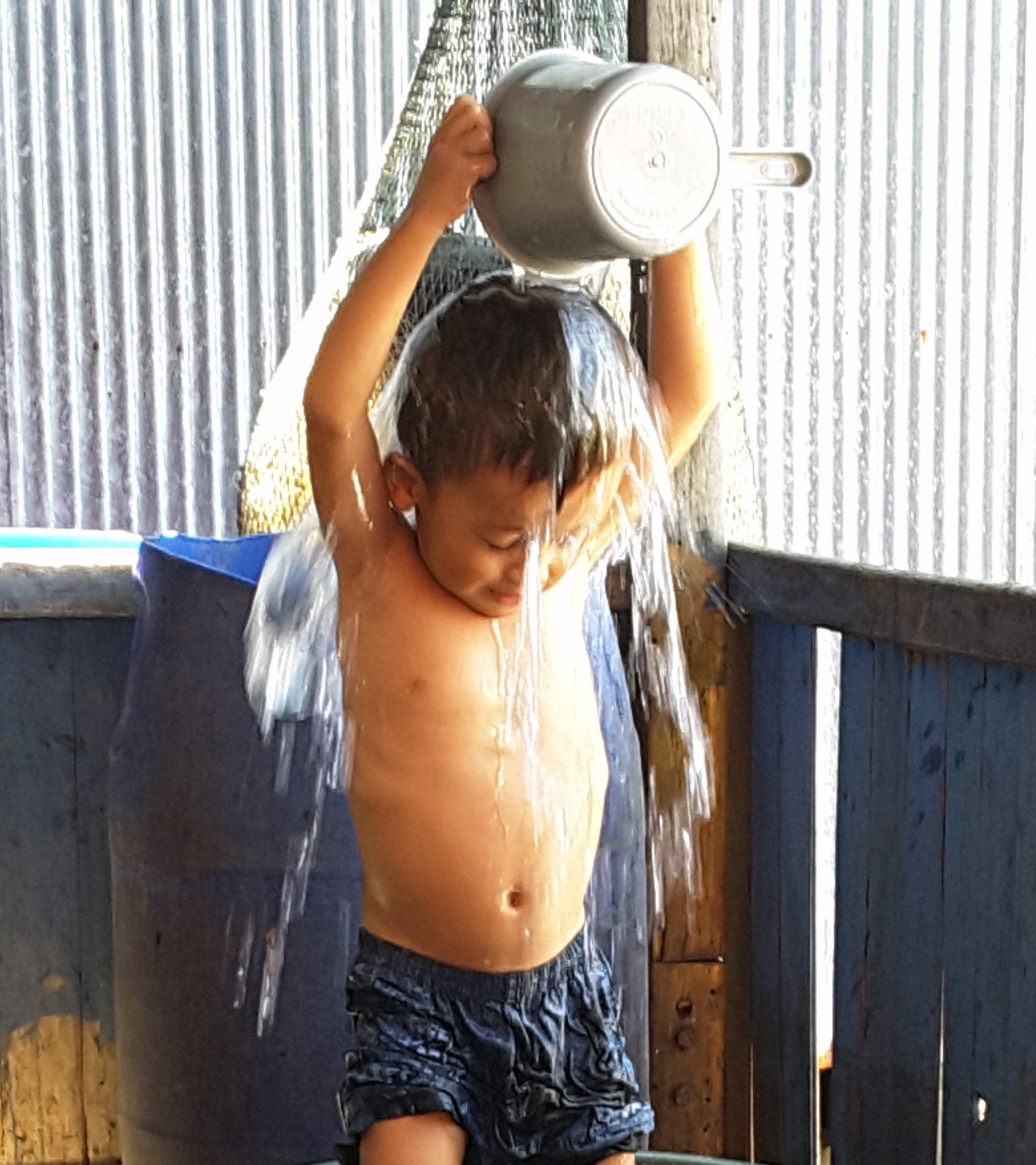
مشروع المياه والصرف الصحي في إندونيسيا: طفل يستمتع بالاستحمام في قرية كامبايا، ماكاسار، ضمن مبادرة USAID IUWASH Plus.

إمدادات المياه والصرف الصحي في إندونيسيا يتميز بمستوى رديء من درجات الوصول وجودة الخدمة. يفتقر أكثر من 40 مليون شخص إلى مصدر مياه محسّن ولا يستطيع أكثر من 110 ملايين من سكان البلاد البالغ عددهم 240 مليون نسمة الحصول على خدمات الصرف الصحي المحسنة. فقط حوالي 2 ٪ من الناس يمكنهم الوصول إلى الصرف الصحي في المناطق الحضرية، هذا هو واحد من أدنى المعدلات في العالم بين البلدان المتوسطة الدخل. تلوث المياه واسع الانتشار في بالي وجاوة. أفادت النساء في جاكرتا بإنفاق 11 دولارًا أمريكيًا شهريًا على الماء المغلي، مما يعني عبئًا كبيرًا على الفقراء.
لم يكن المستوى المقدر للاستثمارات العامة البالغ 2 دولار أمريكي للفرد في العام في عام 2005 كافياً لتوسيع الخدمات بشكل كبير والحفاظ على الأصول بشكل صحيح. علاوة على ذلك فإن مسؤوليات السياسة مجزأة بين الوزارات المختلفة. منذ بدء تطبيق اللامركزية في إندونيسيا في عام 2001 اكتسبت الحكومات المحلية (المناطق) المسؤولية عن إمدادات المياه والصرف الصحي. ومع ذلك لم يترجم هذا حتى الآن إلى تحسين جودة الخدمة أو الوصول إليها، ويرجع ذلك أساسًا إلى أن نقل المسؤوليات لم يتبعه آليات توجيه أموال كافية للقيام بهذه المسؤولية. لا تزال المرافق المحلية ضعيفة.
للأسف لم يتم اعتبار توفير مياه الشرب النظيفة كأولوية تنموية، ولا سيما على مستوى حكومة المقاطعة. لا يزال الافتقار إلى المياه النظيفة والصرف الصحي يمثل تحديا خطيرا، وخاصة في الأحياء الفقيرة والمناطق الريفية. هذا مصدر قلق كبير لأن نقص المياه النظيفة يقلل من مستوى النظافة في المجتمعات ويؤدي أيضًا إلى زيادة احتمال إصابة الأشخاص بأمراض جلدية أو غيرها من الأمراض التي تنقلها المياه. أدى الفشل في تعزيز التغيير السلوكي بقوة، لا سيما بين الأسر ذات الدخل المنخفض وسكان الأحياء الفقيرة، إلى تفاقم الأثر الصحي لحالة المياه والصرف الصحي في إندونيسيا.

## موارد المياه واستخدامها
يوجد في إندونيسيا أكثر من 5.590 نهرًا معظمها قصير ومنحدر. بسبب شدة هطول الأمطار تحمل معظم الأنهار كميات كبيرة من الرواسب. يبلغ متوسط هطول الأمطار أكثر من 2000 ملم في معظم الجزر، باستثناء جزر سوندا الصغرى حيث يبلغ 1500 ملم. 80٪ من الأمطار تسقط خلال موسم الأمطار (من أكتوبر إلى أبريل). على الرغم من وفرة موارد المياه في سومطرة وكليمنتان وسولاويزي ومالوكو وإريان، فإن نقص المياه يحدث خلال موسم الجفاف في أجزاء من جاوة وبالي وجزر سوندا الصغرى. على وجه الخصوص في جاوة فإن تدفقات موسم الجفاف غير كافية لتلبية الطلب، مما يؤدي إلى نقص الري. يمثل الري 93 ٪ من استخدام المياه. تبلغ سعة التخزين الإجمالية ما بين 5٪ إلى 6٪ فقط من مجاري النهر. يتم تقييد بناء الخزانات بسبب عدم وجود مواقع جيدة للخزانات، وارتفاع الكثافة السكانية في مواقع الخزانات المحتملة وعمر الخزانات القصير المتوقع بسبب الطمي. إمكانات المياه الجوفية في إندونيسيا محدودة للغاية. ومع ذلك فإن الكثير من الجزر الشرقية تعتمد على المياه الجوفية بسبب ندرة المياه السطحية. يحدث الاستغلال المفرط للمياه الجوفية في المناطق الساحلية المكتظة بالسكان في جاوة، بما في ذلك جاكرتا وسيمارانج. تسببت في جاكرتا في تسرب مياه البحر على بعد 10 كم من الساحل وتراجع اليابسة بمعدل 2 - 34 سم/سنة في شرق جاكرتا. في سيمارانج يحدث هبوط التربة بمعدل 9 سم/سنة.
تستخلص مرافق المياه المياه من الأنهار والبحيرات (60٪) والينابيع (25٪) والمياه الجوفية (15٪). على سبيل المثال فإن مصدر المياه الرئيسي لجاكرتا هو سد جاتيلهور على نهر سيتاروم على بعد 70 كم جنوب شرق المدينة. بالنسبة لأولئك الذين يحصلون على المياه أو يحصلون على المياه من المنظمات المجتمعية فإن المياه الجوفية والينابيع الضحلة هي المصادر الرئيسية للمياه في معظم الجزر. في سومطرة وإريان يعد جمع مياه الأمطار أيضًا مصدرًا مهمًا للمياه.

### المشاكل
- التلوث: مياه الصرف الصحي المنزلية والنفايات السائلة الصناعية والجريان السطحي والنفايات الصلبة التي تتم إدارتها تلوث المياه السطحية والجوفية، وخاصة في جاوة. تعد إندونيسيا من بين أسوأ الدول في آسيا في مجال تغطية الصرف الصحي. عدد قليل من المدن الإندونيسية لديها حتى الحد الأدنى من أنظمة الصرف الصحي. إن عدم وجود شبكة صرف صحي راسخة يجبر العديد من الأسر على الاعتماد على خزانات الصرف الصحي الخاصة أو التخلص من النفايات مباشرة في الأنهار والقنوات. قاسم هذه الممارسة الأخيرة إلى جانب انتشار الآبار الضحلة الملوثة المستخدمة لإمدادات مياه الشرب في المناطق الحضرية، أدى إلى تكرار أوبئة الالتهابات المعدية المعوية.[3]

- النفايات المنزلية. وفقًا لشراكة بيئة المياه في آسيا، فإن 42.8 في المائة فقط من 51,372,661 منزلًا في إندونيسيا لديها معالجة نفايات منزلية. أكثر من نصف الأسر تتخلص من نفاياتها المنزلية مباشرة إلى مجرى النهر.[4] تشير بيانات البنك الدولي إلى أنه في عام 2008 هناك 52٪ فقط من سكان إندونيسيا يتمتعون بوصول كافٍ إلى مرافق التخلص من الفضلات. هذه المرافق مهمة لأنها يمكن أن تساعد في تقليل ملامسة الإنسان والحيوان والحشرات بالفضلات، وبالتالي زيادة مستوى النظافة وتحسين الظروف المعيشية لسكان الأحياء الفقيرة. بدون تشييد وصيانة هذه المنشآت بشكل صحيح، يتم التخلص من النفايات المنزلية بشكل غير فعال ويزيد من معدل تدهور موارد المياه.[5]

- المخلفات الصناعية: كما تساهم نفايات الأنشطة الصناعية مثل الصناعات الصغيرة والزراعة والنسيج واللب والورق والبتروكيماويات والتعدين والنفط والغاز في تدهور جودة المياه في إندونيسيا. من المحتمل أن تكون نوعية المياه في المواقع القريبة من مناطق التعدين ملوثة بالمعادن الثقيلة مثل الزئبق. وفقًا لبعض البيانات تم اكتشاف مستوى معين من تركيز الزئبق في 9 من أصل 16 نقطة أخذ عينات وأعلى مستوى من الزئبق المذاب في إحدى المناطق يصل إلى 2.78 ميكروغرام/لتر.

لذلك تشير نتيجة مراقبة جودة المياه في 30 نهرًا في إندونيسيا إلى أن معظم جودة مياه النهر لا تفي بمعايير المياه من الدرجة 1، أي المياه التي يمكن استخدامها في المياه القياسية أو مياه الشرب أو أي استخدام آخر يتطلب نفس نوعية المياه مع هذا الاستخدام، بسبب التلوث الناتج عن النفايات المنزلية والصناعية (مياه الشرب الخام بناءً على اللائحة الحكومية رقم 82، 2001، إدارة جودة المياه والتحكم في مياه الصرف الصحي).

## الوصول
تختلف البيانات المتعلقة بالحصول على المياه والصرف الصحي في إندونيسيا حسب المصدر الذي تم الرجوع إليه وتعريف الوصول. وفقًا لبرنامج الرصد المشترك لتوفير المياه والصرف الصحي من قبل منظمة الصحة العالمية واليونيسيف، بلغت نسبة الوصول إلى مصدر مياه محسّن 82٪ والوصول إلى مرافق الصرف الصحي المحسنة 54٪ في عام 2010.
تتمتع إندونيسيا بواحد من أدنى مستويات تغطية المجاري في آسيا مع وصول 2 في المائة فقط في المناطق الحضرية. يتم تصريف معظم الفضلات ومياه الصرف الصحي دون معالجة أو نصف معالجة في المصارف المحلية أو المسطحات المائية، مما يتسبب في تلوث بيئي هائل. إن السكن الكثيف والفيضانات الموسمية الشديدة وخنق المصارف بمخلفات صلبة غير متجمعة تزيد من حدة المشكلة. وفقا للبنك الدولي فإن الصرف الصحي الحضري هو الأقل معالجة بشكل جيد لقضايا السياسات الرئيسية في إندونيسيا. في المناطق الريفية زاد الوصول إلى خدمات الصرف الصحي المحسنة من 24 ٪ في عام 1990 إلى 44 ٪ في عام 2010. في عام 2010 يستخدم 11 ٪ المراحيض المشتركة، و10 ٪ يستخدمون الحفر المفتوحة غير الصحية، و35 ٪ من التغوط في الحقول والشواطئ والمسطحات المائية.

## جودة الخدمة
لا توجد بيانات متاحة عن متوسط استمرارية إمدادات المياه في المدن الإندونيسية. ومع ذلك تلقى 92 ٪ من المستخدمين في جاكرتا إمدادات مياه مستمرة في عام 2001. فيما يتعلق بنوعية مياه الشرب فإن حوالي 30٪ من المياه التي توزعها شركات المياه في البلاد ملوثة بالبكتيريا القولونية وغيرها من مسببات الأمراض. نتائج اختبارات جودة مياه الشرب ليست معلنة. لا يجرؤ معظم الإندونيسيين على شرب الماء مباشرة من الصنبور وغليان الماء أو شراء المياه المعبأة في زجاجات، إذا كانوا يستطيعون الحصول عليها.

## التأثير الصحي
تعد مياه الشرب غير المأمونة سبباً رئيسياً للإسهال، وهو ثاني أكبر قاتل للأطفال دون سن الخامسة في البلاد ويمثل حوالي 20٪ من وفيات الأطفال كل عام. كل عام هناك ما لا يقل عن 300 من كل 1000 إندونيسي يعانون من الأمراض المنقولة عن طريق المياه، بما في ذلك الكوليرا والدوسنتاريا وحمى التيفود وفقا لوزارة الصحة. كشف برنامج المياه والصرف الصحي التابع للبنك الدولي في عام 2008 أن سوء الصرف الصحي بما في ذلك سوء النظافة الصحية يسبب ما لا يقل عن 120 مليون حالة مرض وأيضًا 50.000 حالة وفاة مبكرة سنويًا. يرتبط الضرر الكبير بإمكانيات البلد المستقبلية من حيث وفيات الرضع وسوء تغذية الأطفال في المناطق منخفضة الدخل في إندونيسيا ارتباطًا كبيرًا بعدم كفاية فرص الحصول على المياه المأمونة والمرافق الصحية الأساسية.

## معالجة الناس لمياه الشرب
ينفق الناس في جاكرتا موارد كبيرة على الماء المغلي لجعله صالحًا للشرب. ذكرت نساء إندونيسيات أنهن ينفقن أكثر من 100.000 روبية أو 11 دولارًا أمريكيًا شهريًا على الكيروسين لغلي الماء. ومع ذلك فإن نظامًا جديدًا لمعالجة مياه الشرب على مستوى الأسرة المعيشية دون غليان قلل من هذه التكاليف ويقلل من المخاطر الصحية بين النساء والأطفال. يتم إنتاج هذا النظام المسمى «هواء رحمات» أو «ماء الهدايا» بواسطة شراكة بين القطاعين العام والخاص تدعى أمان تيرتا. يشمل أعضاء أمان تيرتا جامعة جونز هوبكنز وهيئة الإغاثة كير إندونيسيا العالمية. يشير الاسم التجاري إلى محلول سائل بنسبة 1.25٪ من محلول هيبوكلوريت الصوديوم (التبييض) والذي يكون فعالاً في إلغاء تنشيط الكائنات الحية الدقيقة مثل بكتيريا إي كولاي في الماء. تم تطوير الحل في الأصل كجزء من برنامج أنظمة المياه الآمنة في المراكز الأمريكية لمكافحة الأمراض والوقاية منها. عند استخدامه بشكل صحيح مع التخزين المناسب، فقد ثبت أن حل معالجة المياه يقلل من خطر الإصابة بالإسهال بنسبة تصل إلى 85٪. النظام هو أيضا قادر على حماية المياه لمدة يومين إلى ثلاثة أيام من إعادة التلوث. الحل سهل الاستخدام عن طريق إضافة ثلاثة ملليلتر من المحلول لكل 20 لترًا من الماء، أو الهز أو التحريك لمدة 30 ثانية والانتظار لمدة 30 دقيقة على الأقل حتى يصبح الماء جاهزًا للشرب.

## الأثر الاقتصادي
تمثل التكاليف الاقتصادية المرتبطة بعدم كفاية إمدادات المياه والظروف غير الصحية عقبات هائلة أمام تحسين مستوى المعيشة. التكاليف الاقتصادية الهائلة الناتجة عن اعتلال الصحة المزمن يمكن أن تسهم في سوء التغذية وضعف الأداء المدرسي وانخفاض الإنتاجية والإعاقة الدائمة، وبالتالي تمثل عقبة في التنمية الاقتصادية.
كشفت إحدى النتائج الرئيسية التي توصلت إليها مبادرة اقتصاديات الصرف الصحي في دراسة لبرنامج المياه والصرف الصحي من جنوب شرق آسيا أن إندونيسيا فقدت في عام 2006 ما يقدر بنحو 6.3 مليار دولار أمريكي بسبب سوء الصرف الصحي والنظافة الصحية، وهو ما يعادل حوالي 2.3 ٪ من الناتج المحلي الإجمالي. من بين الآثار التي تم تقييمها تساهم موارد الصحة والمياه بشكل كبير في الخسائر الاقتصادية الإجمالية المقدرة في الدراسة. من المتوقع أن تتسبب هذه الآثار في خسائر مالية للسكان الذين يتعين عليهم دفع تكاليف الخدمات الصحية أو الذين يدفعون أكثر للوصول إلى إمدادات المياه النظيفة، أو الذين قد يفقدون الدخل بسبب سوء الحالة الصحية. يساهم سوء الصرف الصحي أيضًا في خسائر في رفاهية السكان تصل إلى 1.2 مليار دولار سنويًا بسبب الوقت الإضافي اللازم للوصول إلى خدمات الصرف الصحي غير المحسنة، وحوالي 166 مليون دولار سنويًا كخسائر سياحية، وحوالي 96 مليون دولار في الخسائر البيئية بسبب فقدان الأراضي المنتجة.
كما تواجه الجهود الرامية إلى توفير إمدادات كافية من المياه ومرافق الصرف الصحي في إندونيسيا تحديًا بسبب الزيادة السكانية في البلاد والتي أدت إلى تأجيل الاستثمار في البنية التحتية اللازمة لتوفير المياه والصرف الصحي في المناطق الحضرية. مثل هذا التحدي يمكن أن يؤدي إلى تكاليف أكبر في المستقبل.